# Route principale 2 (Andorre)
Pour les articles homonymes, voir Route 2.
La route générale d'Andorre 2 - CG-2 (en catalan : carretera general 2), appelée localement carretera de França (route de France), est une route andorrane reliant la capitale de la principauté à la frontière française, sur une distance de 33 kilomètres via le port d'Envalira. Elle est de toutes, la plus longue route de la principauté.

## Histoire
Intégralement livrée à la circulation automobile à partir de 1933, la route est nommée N-2 entre 1960 et 1994.

## Parcours

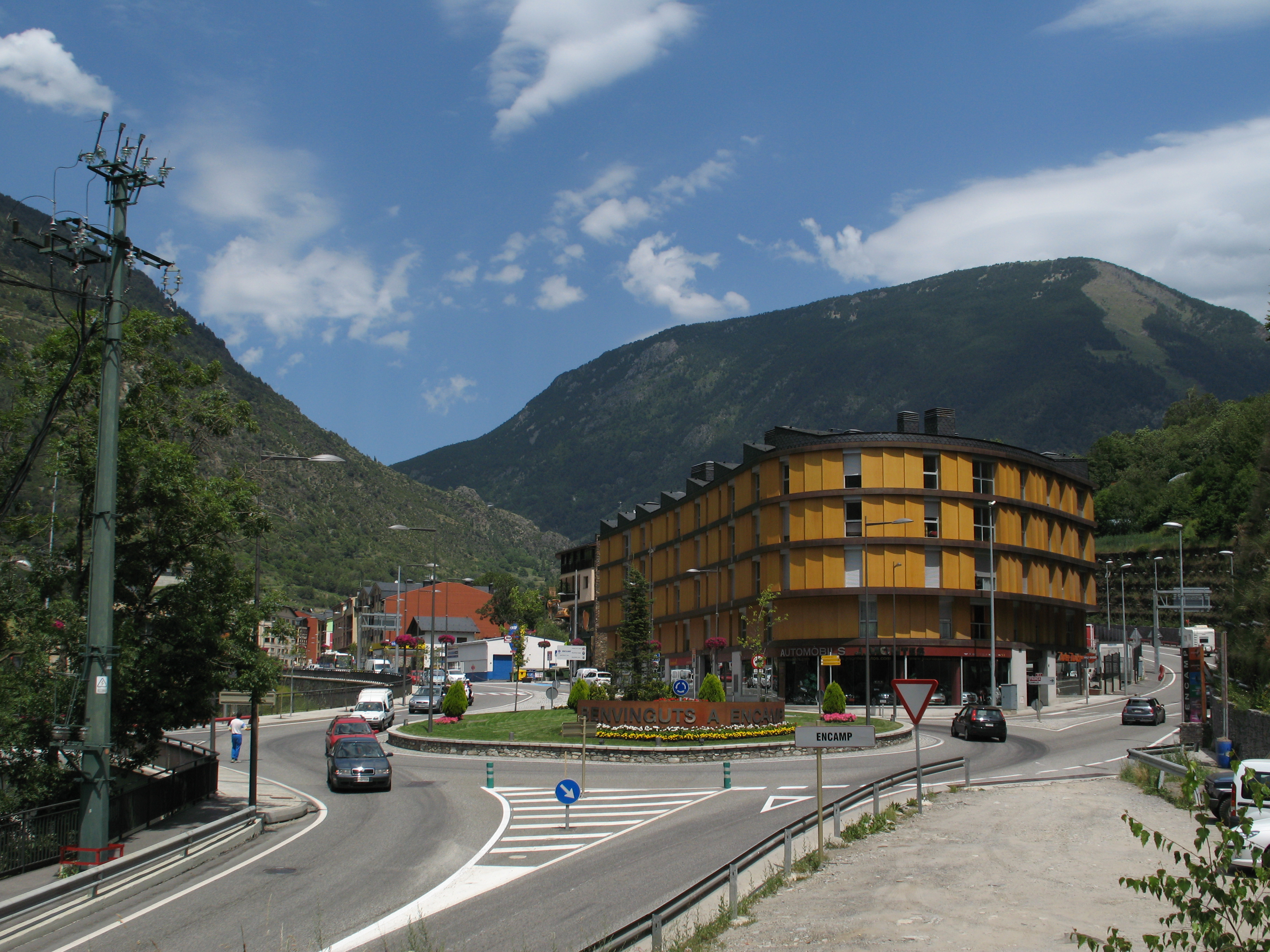
La CG-2 à l'entrée d'Encamp.

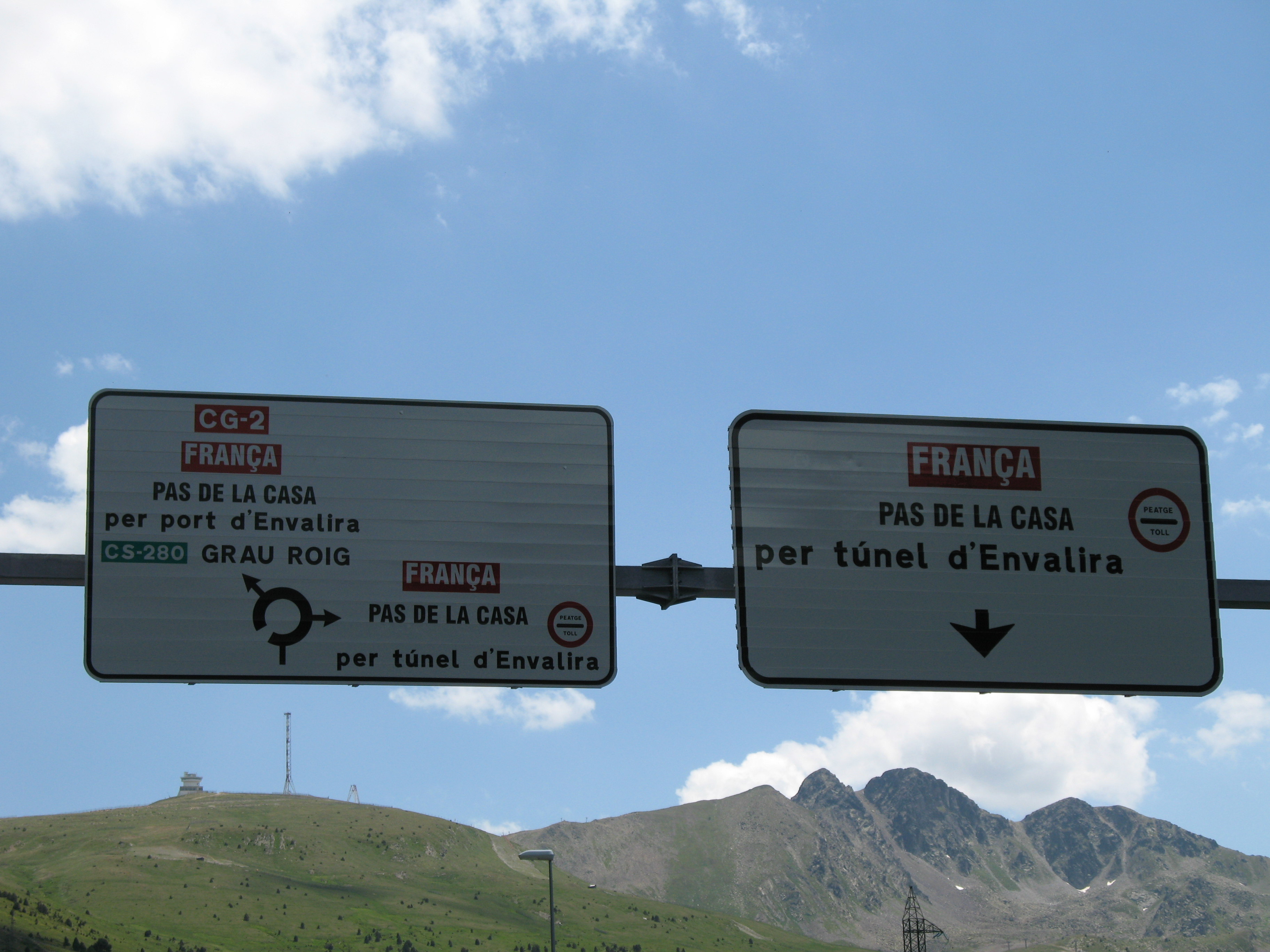
Un portique de panneaux routiers près du port d'Envalira.

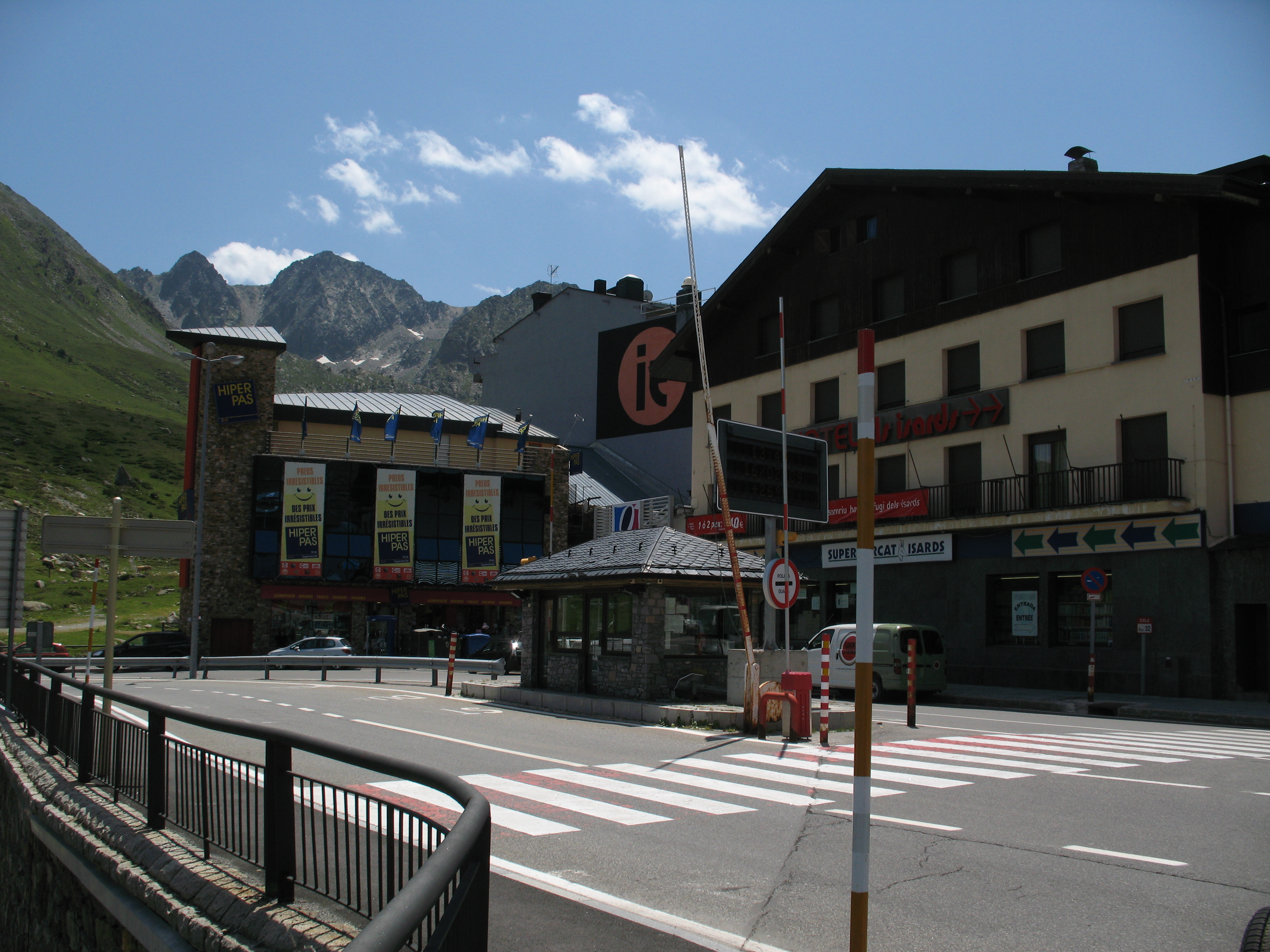
L'itinéraire de la CG-2 prend fin juste après l'emplacement de l'ancienne douane andorrane du Pas de la Case située au kilomètre 32.

Il est à noter que le parcours de cet axe andorran se dédouble au tunnel d'Envalira, le kilométrage de position retenu dans ce tableau passe donc par le col du même nom qui représente son tracé d'origine.
| Points | Destinations                | Bifurcation | km   |
| ------ | --------------------------- | ----------- | ---- |
|        | Andorre-la-Vieille          |             | 0    |
|        |                             |             | 0,5  |
|        | Escaldes-Engordany          |             | 0,5  |
|        | Lac d'Engolasters           |             | 2    |
|        |                             |             | 5    |
|        |                             |             | 6    |
|        | Encamp                      |             | 6    |
|        | Encamp                      |             | 7    |
|        | Sanctuaire de Meritxell     |             | 9,5  |
|        | Canillo                     |             | 11   |
|        | Canillo                     |             | 11,5 |
|        |                             |             | 16   |
|        |                             |             | 18   |
|        | Soldeu                      |             | 19   |
|        |                             |             | 21,5 |
|        | Tunnel d'Envalira           | France      | 23,5 |
|        | Grau Roig                   |             | 23,5 |
|        | Port d'Envalira             |             | 28,5 |
|        |                             |             | 30   |
|        | Le Pas de la Case           |             | 32   |
|        | Douane                      |             | 32   |
|        | Toulouse / Foix / Perpignan | N 22        | 33   |

## Alternative
Le tunnel d'Envalira qui double son itinéraire près du Pas de la Case a été inauguré en 2002. Son utilisation est soumise à péage mais son accès est interdit aux poids-lourds transportant des marchandises.

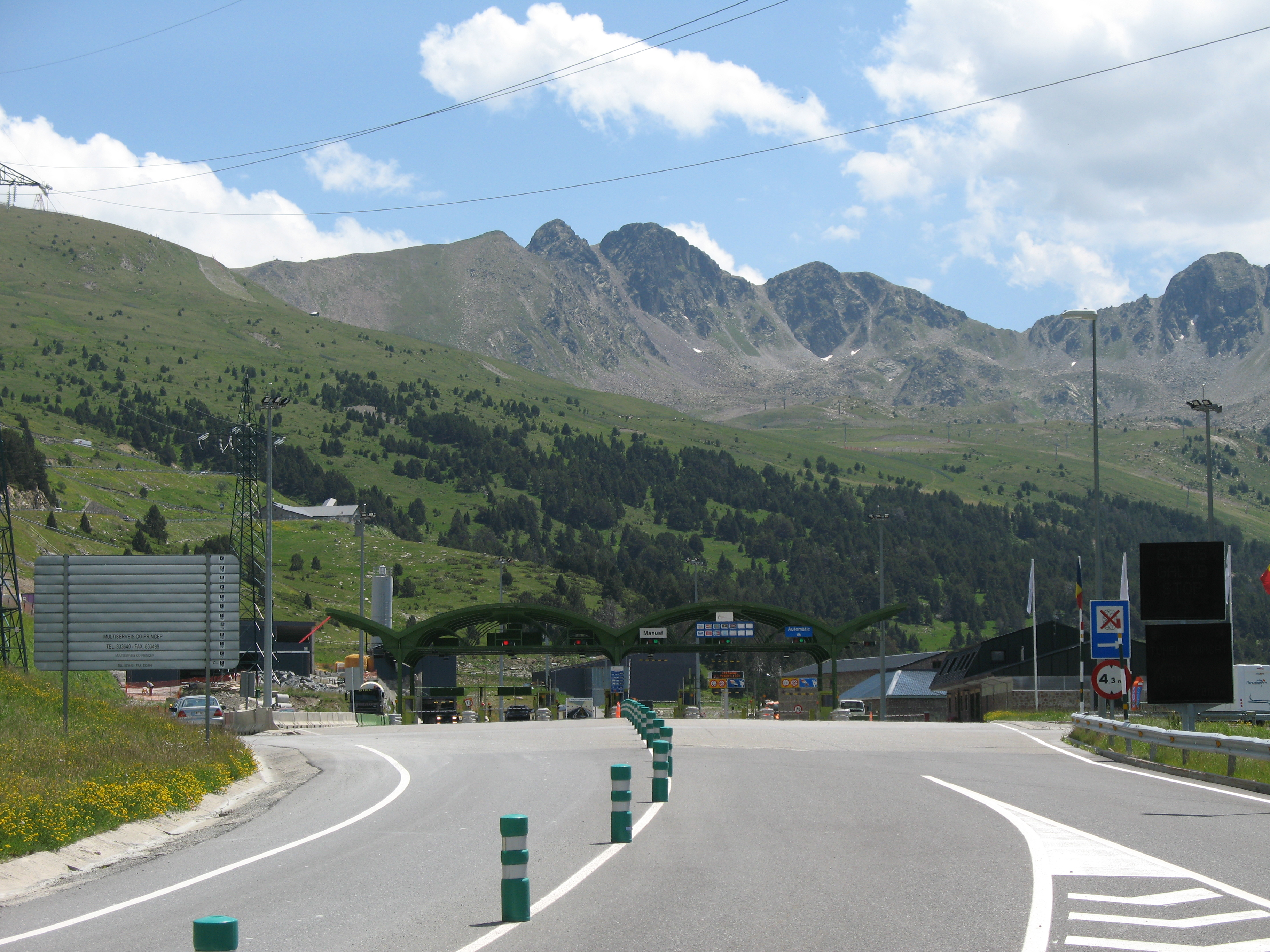
Le péage à l'entrée du tunnel d'Envalira doublant la CG-2 qui permet de rejoindre la France par la N22.